# Kanté Manfila
Kanté Manfila (1946-2011) fue un guitarrista nacido en Farabanah (Guinea-Conakry).

## Biografía
Nacido en el seno de una familia de griots, muy pronto se trasladaría con su familia a Kankan y entraría en contacto con la música a través del balafón y la guitarra, cuya técnica desarrollaría siendo todavía un adolescente en su etapa de estudiante en Abiyán (Costa de Marfil), a donde se fue a vivir con uno de sus tíos. Pero el hecho decisivo en su trayectoria lo constituyó su traslado a Bamako, capital de Malí, y su incorporación en 1972 a Les Ambassadeurs du Motel de Bamako, que no tardaron en convertirse en Les Ambassadeurs Internationaux. Fue Manfila, en gran medida, quien hizo posible que el mítico grupo abandonara su estilo primigenio, basado en una reinterpretación de estándares, clásicos latinos y variété francesa, para adentrarse en una recuperación de sus raíces africanas con composiciones nuevas y un sonido más contemporáneo. En el grupo coincidió con Salif Keita y con su primo Mory Kanté, compartiendo con ellos su época de auge, que se produjo con su traslado a Abiyán.
Ya en los años ochenta, Kanté Manfila inició su carrera en solitario, en la que, como otros artistas del área mandinga, ha ido alternando los discos eléctricos (“Diniya”, 1990) con su retorno a las raíces acústicas y a su memoria de los lugares en los que nació y creció, como el magnético “Kankan Blues” (1987) –que tuvo su continuación en “N´na niwalé” (1994)–, “Tradition” (1988) y “Back To Farabanah” (1998). Discos que remiten a la tradición del blues como género de ida y vuelta y que constituyen delicados tesoros sonoros de subyugante belleza. En 2005, fue nombrado Caballero de la Orden Nacional de Malí.
Falleció en París el 20 de julio de 2011, tras una larga enfermedad.